# Augnax
Augnax är en kommun i departementet Gers i regionen Occitanien i sydvästra Frankrike. Kommunen ligger i kantonen Auch-Nord-Est som tillhör arrondissementet Auch. År 2022 hade Augnax 126 invånare.

## Befolkningsutveckling
Antalet invånare i kommunen Augnax
Referens:INSEE